# El último sueño del rey Arturo en Ávalon
El último sueño del rey Arturo en Ávalon —en inglés: The Last Sleep of Arthur in Avalon— es la última pintura en la que trabajó Edward Burne-Jones, y la de mayores dimensiones de toda su producción. Se exhibe en el Museo de Arte de Ponce, en Puerto Rico.

## Introducción

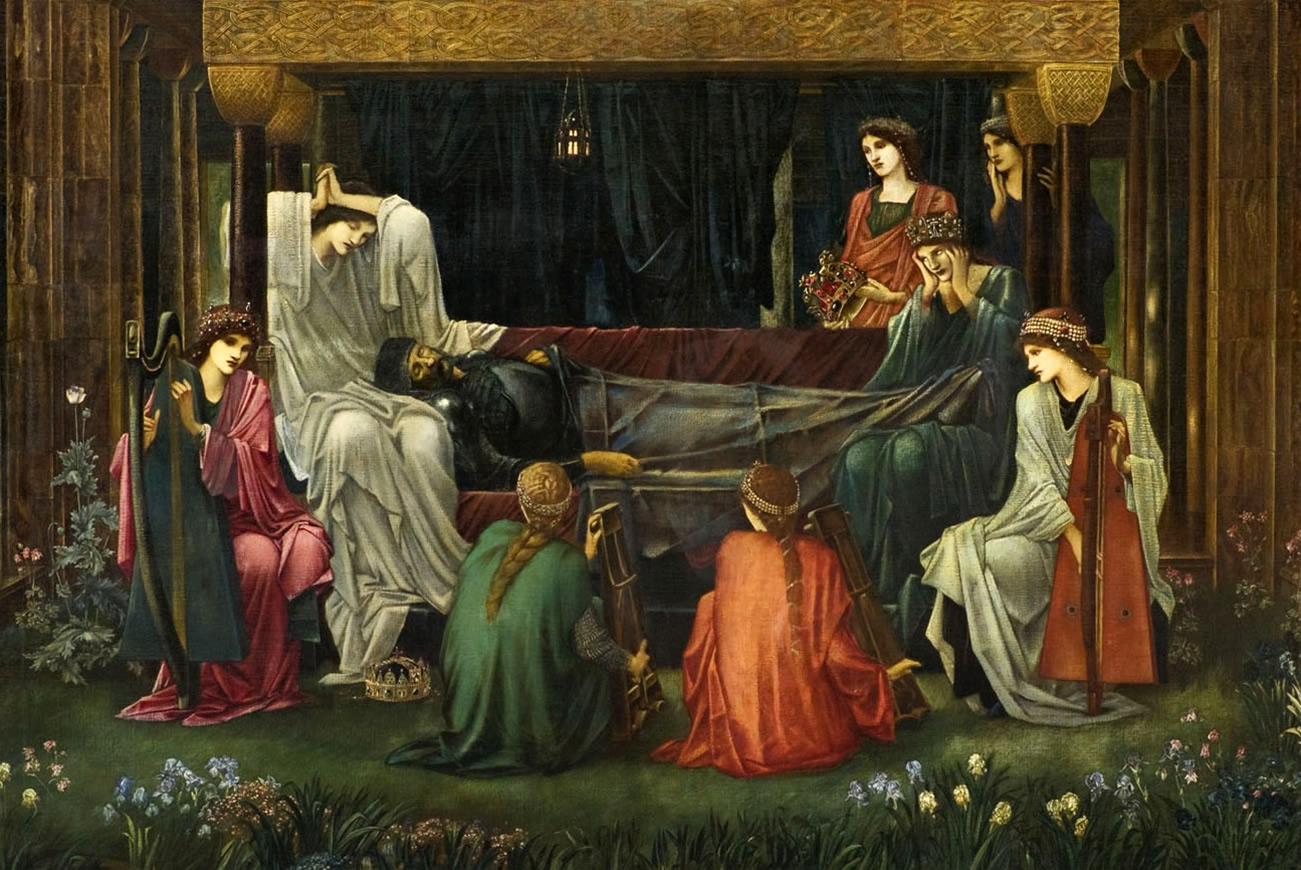
Parte central de la composición

En 1881, George Howard encargó la presente obra a Burne-Jones, quien ya le había realizado una pintura sobre el tema de Cupido y Psique. La ejecución de aquella obra fue laboriosa, pero la de la esta lo fue aún más, ya que el pintor trabajó en ella hasta el día de su muerte —en 1898— dejándola casi acabada. Debido al retraso, Howard había cancelado el encargo. La década de 1880 fue dolorosa para Burne-Jones, debido a la muerte de sus amigos cercanos, y al agravamiento de sus propias dolencias. Inmerso en su trabajo, el pintor se identificó de alguna forma con el rey Arturo, incluso adoptando su pose cuando dormía.

## Tema de la obra
Los mitos artúricos fueron uno de los temas favoritos de la Hermandad Prerrafaelita, como reacción al materialismo de la época victoriana.  Burne-Jones y su amigo William Morris —vinculados a esta hermandad— cuando eran estudiantes en la Universidad de Oxford leyeron La muerte de Arturo de Thomas Malory, la cual les causó gran impresión y posteriormente inspiró muchas de sus pinturas, dibujos, y diseños de vitrales, libros y tapices.
Esta pintura representa al rey Arturo quien, después de ser gravemente herido por Mordred en la Batalla de Camlann, fue llevado a la isla de Ávalon donde entró en un profundo letargo, del cual tal vez algún día despertará.

## Descripción de la obra
- Puerto Rico, Museo de Arte de Ponce, n.º 63.0369;[5]
- Pintura al óleo sobre lienzo;
- Dimensiones: 279.4 × 650.2 cm;
- Fecha de realización: 1881-1898.

Centrando la composición aparece Arturo yaciendo en un lecho, bajo un dosel de piedra, con escenas talladas representando la leyenda del Grial. El dosel —fuertemente iluminado— está sostenido por cuatro columnas de pórfido con capiteles bizantinos. El rey reclina su cabeza en el regazo de Morgana y está rodeado por otras siete doncellas, con largas trenzas y coronas con piedras preciosas. Esta estructura está enmarcada a ambos lados y por detrás por columnatas formadas por pilares dorados, adornados con relieves al igual que los arquitrabes. En la columnata de la derecha aparen un caballero y tres damas y —más a la derecha— otro personaje. En la columnata de la izquierda vemos —a la derecha— un caballero con un gran olifante, mientras que a la izquierda hay una dama y un caballero y otro personaje dentro.
En primer término se representa un largo jardín florido, conectado por ambos lados a sendos espacios arbolados, al fondo de los cuales aparecen unas columnatas que parecen encerrar el extenso terreno.

## Procedencia
- Lady Georgiana Burne-Jones, 1898-1920;
- Sydney Goldman, 1920-1958;
- John y Margaret Brown, 1958-1963;
- Víctor Robert Penryn Monk, 1958-1963;
- Subasta en Christie´s de Londres, 1963;
- Adquirido por Luis A. Ferré, 1963
- Museo de Arte Ponce, en Puerto Rico.[8]